# Peter Manfredo Jr.
Peter Manfredo Junior, ps. The Pride of Providence (ur. 26 listopada 1980 w Pawtucket) – amerykański bokser pochodzenia włoskiego.
Zawodową karierę rozpoczął w roku 2000, gdy na punkty pokonał Steve’a Garnetta. Trenowany przez swojego ojca, Petera Manfredo Sr., Peter Jr. gromił kolejnych rywali, aż w roku 2004 zdobył pas WBO NABO w wadze półśredniej, stając się tym samym jednym z najlepiej zapowiadających się bokserów w USA.
Sławę i rozgłos przyniósł mu jednak udział w programie The Conteder, gdzie miał okazję powalczyć o milion dolarów. Peter, faworyzowany do pierwszego pojedynku w programie (był uważany za jednego z faworytów, obok Ishe Smitha) nieoczekiwanie przegrał na punkty z nikomu nieznanym Alfonso Gomezem. W wyniku choroby jednego z uczestników Manfredo dostał drugą szansę i wrócił do programu. Peter wygrał swoją walkę z Miguelem Angelo Espino (walka zakończyła się nieznaczną wygraną na punkty) i przeszedł do następnej fazy turnieju. Kolejnym rywalem okazał się ambitny Joey Gilbert, i po dramatycznym pojedynku, który został zakończony w piątej rundzie przez głębokie rozcięcie nad okiem Gliberta, Manfredo wygrał na punkty. W półfinale los dał mu się zrewanżować za przegrany pojedynek i po niezwykłym boju pokonał Gomeza i awansował do finału. W finale, walce o milion dolarów przegrał wysoko na punkty z Sergio Morą. Pięć miesięcy później doszło do walki rewanżowej, lecz mimo dobrej postawy Manfredo, wygrał Mora. Wynik samej walki uważa się za mocno kontrowersyjny. Do tej potyczki Manfredo trenował z Freddiem Roachem. Po nieudanej próbie rewanżu, obóz Petera zdecydował o zmianie kategorii wagowej na super średnią. Duży wpływ na tę decyzję miał Freddie Roach, który został trenerem Petera, zastępując jego ojca. Odbudową kariery miał być pojedynek ze Scottem Pembertonem. Efektownym zwycięstwem w trzeciej rundzie Manfredo udowodnił, że potrafi wygrywać. Głośny pojedynek z Joe Spiną, miejscowym rywalem, okazał się również efektownym zwycięstwem w 3. rundzie.
Po tej walce Peter dostał szansę walki o tytuł z wybitnym bokserem Joem Calzaghem. Stawką był pas WBO wagi super średniej. Z przygotowań do walki wycofał się Freddie Roach, który zdecydował się trenować Oscara de la Hoyę do wielkiej batalii z Mayweatherem Jr. Walkę przerwano w 3. rundzie, w której Peter nie zaprezentował nawet w połowie świetnej formy z przednich dwóch walk. Sztab Manfredo uważał, że walkę zakończono przedwcześnie, lecz w opinii obserwatorów Peter był bez szans.
Kolejne dwie walki, z mało znanymi bokserami, miały pomóc mu w odbudowie formy i bokserskiej psychiki. Manfredo wygrał je, lecz pojedynek z Davidem Banksem okazał się trudną przeprawą. W następnym pojedynku ze znanym Jeffem Lacym, Peter zapowiadał wielki powrót na salony, lecz uległ na punkty i był liczony w czwartej rundzie.
W roku 2008 Manfredo stoczył 4 walki. Trzy ze średniej klasy bokserami, tutaj zanotował zwycięstwa, natomiast czwartą z renomowanym Sakio Biką. Sakio wygrał trzecią edycję The Contender, zgarniając 750 tys. dolarów. Nieoczekiwanie Peter przegrał już w trzeciej rundzie. Zdecydowanym faworytem był Bika, który wygrał pierwszą rundę. Natomiast, w drugiej rundzie doszło do kuriozalnej sytuacji, gdzie oboje bokserzy po delikatnych ciosach upadki na matę, liczony był jednak tylko Sakio Bika. Sfrustrowany Bika w trzeciej rundzie zasypał gradem mocnych ciosów Petera i sędzie był zmuszony zakończyć pojedynek.
Peter ma żonę oraz trójkę dzieci. Z zawodu jest elektrykiem. Jego ojciec był mistrzem świata w kick boxingu. Od dziecka fascynował go boks. Ulubionym bokserem jest Rocky Marciano.
Manfredo nie był obowiązkowym rywalem dla Calzaghego. Jednak team Brytyjczyka zdecydował się na Manfredo ze względu na olbrzymią popularność Amerykanina, która pozwoliła by wypromować Walijczyka za oceanem. Konsekwencją tej decyzji była konieczność zwakowania tytułu IBF, który Calzaghe zdobył w walce z Jeffem Lacym.